# Palácio Presidencial (Atenas)
O Palácio Presidencial (em grego: Προεδρικό Μέγαρο, Proedrikó Mégaro) em Atenas, Grécia, é a residência oficial do presidente da República Helénica. Servia anteriormente como o Palácio Real (muitas vezes conhecido como o Novo Palácio Real), até a abolição da monarquia por referendo em 1974.

## História

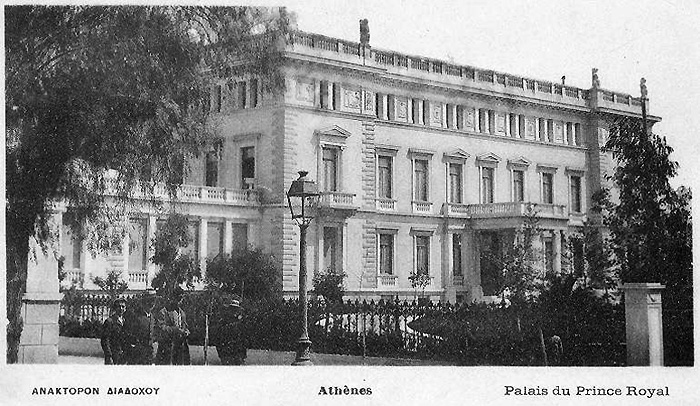
O Palácio Presidencial quando ainda era Palácio do Príncipe da Coroa.

A decisão de construir o edifício que atualmente é usado como Palácio Presidencial foi feita em 1868. Naquele ano nasceu o filho do rei Jorge I, Constantino, herdeiro do trono, e o estado grego decidiu o presentear com uma residência privada, quando ele chegasse a idade suficiente. Vinte e um anos mais tarde, quando Constantino se casou com a princesa Sofia da Prússia, o estado iniciou o projeto de Ernst Ziller que ficou conhecido como "O Palácio do Príncipe da Coroa". O edifício começou a ser construído em 1891 e foi terminado seis anos mais tarde em 1897.
Na Véspera de Natal de 1909, um incêndio destruiu grande parte do Antigo Palácio Real (hoje usado pelo Parlamento da Grécia), e o Palácio do Príncipe foi usado temporariamente como residência da família real. Depois do assassinato de George I em 1913 e da ascensão de Constantino ao trono, o Palácio do Príncipe herdeiro finalmente se tornou a principal residência real do Rei dos Helenos.
O uso do edifício como um Palácio Real foi interrompido em 1924 quando a monarquia foi abolida e a república foi declarada. Foi usado então como Palácio Presidencial até 1935, quando a monarquia foi restaurada e o rei retornou ao poder. Desde 1974, quando a democracia foi restaurada após uma ditadura militar de sete anos, o edifício foi usado como Palácio Presidencial e a residência do presidente da Grécia.